# Nervo espinhal
O termo nervo espinhal ou nervo raquidiano  se refere ao nervo espinhal misto, que é formado pelas raízes dorsal e ventral que saem da medula espinhal. O nervo espinhal é a porção que passa para fora das vértebras através do forame intervertebral.
São os nervos que ligam a medula espinhal aos músculos esqueléticos do corpo humano. Juntamente com os nervos cranianos, formam o sistema nervoso periférico responsável pelas funções de relação do organismo, como a locomoção, a fala e os sentidos.

## Distribuição

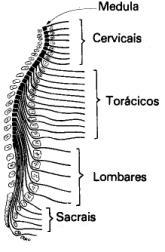

Os 31 pares de nervos raquidianos estão distribuídos em:
- oito pares de nervos cervicais;
- doze pares de nervos dorsais ou torácicos;
- cinco pares de nervos lombares;
- cinco pares de nervos sacrais ou sagrados.
- um par de nervos coccígeos

## Raiz ventral, raiz dorsal e gânglios espinhais
Os nervos raquidianos são de função mista, ou seja, desempenham tanto funções motoras (transmitem mensagens dos centros nervosos para os órgãos) quanto sensitivas (transmitem estímulos dos órgãos para os centros nervosos). A parte sensitiva une-se a medula espinhal através da raiz posterior ou dorsal, onde encontram-se os gânglios espinhais - estruturas que abrigam os corpos dos neurônios da raiz sensitiva. Já a parte motora dos nervos raquidianos se liga a medula através da raiz anterior ou ventral. Os corpos dos neurônios da raiz motora localizam-se na própria medula.